# Ordine al merito della Repubblica ungherese
L'Ordine al Merito Ungherese è il principale degli ordini cavallereschi dell'Ungheria moderna.
L'Ordine è conferito dalla moderna repubblica ungherese a quanti si siano distinti a favore dell'Ungheria, siano essi nativi, residenti all'estero o stranieri.
L'Ordine viene anche concesso ai capi di Stato stranieri nelle fattezze del Collare in segno di amicizia.

## Storia
L'Ordine è stato fondato la prima volta nel 1946 ed abolito dal regime comunista nel 1949, in seguito è stato rifondato nel 1991.

## Classi

### Divisione civile
La divisione civile è suddivisa in nove classi di benemerenza:
- Gran Croce con Collare
- Gran Croce
- Croce di Commendatore con Placca
- Croce di Commendatore
- Croce di Ufficiale
- Croce di Cavaliere
- Croce d'Oro
- Croce d'Argento
- Croce di Bronzo

| Nastri                           |                    |                        |
| Croce di Bronzo                  | Croce d'Argento    | Croce d'Oro            |
| Croce di Cavaliere               | Croce di Ufficiale | Croce di Commendatore  |
| Croce di Commendatore con Placca | Gran Croce         | Gran Croce con Collare |

### Divisione militare
La divisione militare è suddivisa in otto classi di benemerenza:
- Gran Croce
- Croce di Commendatore con Placca
- Croce di Commendatore
- Croce di Ufficiale
- Croce di Cavaliere
- Croce d'Oro
- Croce d'Argento
- Croce di Bronzo

| Nastri             |                       |                                  |                    |
| Croce di Bronzo    | Croce d'Argento       | Croce d'Oro                      | Croce di Cavaliere |
| Croce di Ufficiale | Croce di Commendatore | Croce di Commendatore con Placca | Gran Croce         |

| Istruzioni per indossare i diversi gradi di questo ordine |

| Divisione civile                 | Divisione civile      | Divisione civile    | Divisione civile    |
| -------------------------------- | --------------------- | ------------------- | ------------------- |
| Gran Croce con Collare           | középre               | középre             | középre             |
| Gran Croce con Collare           | Catena di medaglie    | Placca              | Piccola decorazione |
| Gran Croce                       | középre               | középre             | középre             |
| Gran Croce                       | Tracolla              | Placca              | Piccola decorazione |
| Croce di Commendatore con Placca | középre               | középre             | középre             |
| Croce di Commendatore con Placca | Decorazione del collo | Placca              | Piccola decorazione |
| Croce di Commendatore            | középre               | középre             | középre             |
| Croce di Commendatore            | Decorazione del collo | Piccola decorazione | Piccola decorazione |
| Croce di Ufficiale               | középre               | középre             | középre             |
| Croce di Ufficiale               | Croce di Ufficiale    |                     |                     |
| Croce di Cavaliere               | középre               | középre             | középre             |
| Croce di Cavaliere               | Croce di Cavaliere    |                     |                     |

| Divisione militare               | Divisione militare    | Divisione militare  | Divisione militare  |
| -------------------------------- | --------------------- | ------------------- | ------------------- |
| Gran Croce                       | középre               | középre             | középre             |
| Gran Croce                       | Tracolla              | Placca              | Piccola decorazione |
| Croce di Commendatore con Placca | középre               | középre             | középre             |
| Croce di Commendatore con Placca | Decorazione del collo | Placca              | Piccola decorazione |
| Croce di Commendatore            | középre               | középre             | középre             |
| Croce di Commendatore            | Decorazione del collo | Piccola decorazione | Piccola decorazione |
| Croce di Ufficiale               | középre               | középre             | középre             |
| Croce di Ufficiale               | Croce di Ufficiale    |                     |                     |
| Croce di Cavaliere               | középre               | középre             | középre             |
| Croce di Cavaliere               | Croce di Cavaliere    |                     |                     |

## Insegne
- La medaglia dell'Ordine è composta sulle fattezze dell'antico Ordine Reale di Santo Stefano d'Ungheria: essa è composta di una croce smaltata di bianco e bordata di verde, riportante al centro un medaglione circolare smaltato di rosso riportante lo stemma dell'Ungheria, attorniato da una corona d'alloro smaltata di verde.
- La placca riprende le forme della medaglia ma è montata su una stella raggiata d'oro.
- Il nastro è verde con una striscia rossa ed una bianca per parte nella classe civile, mentre si presenta rosso con una striscia verde ed una bianca per parte nella classe militare.